# 內克謝什蒂鄉
44°15′N 25°09′E / 44.250°N 25.150°E
內克謝什蒂鄉（羅馬尼亞語：Comuna Necșești, Teleorman），是羅馬尼亞的鄉份，位於該國南部，由特列奧爾曼縣負責管轄，面積41平方公里，海拔高度111米，2007年人口1,417，人口密度每平方公里35人。